# Điền kinh tại Đại hội Thể thao Đông Nam Á 2019
Điền kinh là một trong những môn thể thao được tranh tài tại Đại hội Thể thao Đông Nam Á 2019 ở Philippines, được tổ chức từ ngày 6 đến 10 tháng 12 năm 2019 tại sân vận động điền kinh thành phố New Clark.

## Tóm tắt huy chương

### Bảng tổng sắp huy chương
| Hạng               | Đoàn               | Vàng | Bạc | Đồng | Tổng số |
| ------------------ | ------------------ | ---- | --- | ---- | ------- |
| 1                  | Việt Nam (VIE)     | 16   | 12  | 10   | 38      |
| 2                  | Thái Lan (THA)     | 12   | 11  | 12   | 35      |
| 3                  | Philippines (PHI)  | 11   | 8   | 8    | 27      |
| 4                  | Malaysia (MAS)     | 5    | 9   | 7    | 21      |
| 5                  | Indonesia (INA)    | 5    | 6   | 5    | 16      |
| 6                  | Myanmar (MYA)      | 0    | 1   | 2    | 3       |
| 7                  | Singapore (SGP)    | 0    | 0   | 3    | 3       |
| 8                  | Lào (LAO)          | 0    | 0   | 1    | 1       |
| Tổng số (8 đơn vị) | Tổng số (8 đơn vị) | 49   | 47  | 48   | 144     |

### Nội dung nam
| Từ khóa | Từ khóa                            | Từ khóa | Từ khóa         |
| ------- | ---------------------------------- | ------- | --------------- |
| GR      | Kỷ lục Đại hội Thể thao Đông Nam Á | NR      | Kỷ lục quốc gia |

| Nội dung                    | Vàng                                                                                | Vàng       | Bạc | Bạc       | Đồng                                                                                           | Đồng      |
| --------------------------- | ----------------------------------------------------------------------------------- | ---------- | --- | --------- | ---------------------------------------------------------------------------------------------- | --------- |
| 100 m                       | Muhammad Haiqal Hanafi · Malaysia                                                   | 10.35      | Ruttanapon Sowan · Thái Lan                                                                             | 10.49     | Bandit Chuangchai · Thái Lan                                                                   | 10.52     |
| 200 m                       | Chayut Khongprasit · Thái Lan                                                       | 20.71      | Siripol Punpa · Thái Lan                                                                                | 20.78     | Russel Alexander Nasir Taib · Malaysia                                                         | 21.11     |
| 400 m                       | Trần Nhật Hoàng · Việt Nam                                                          | 46.56      | Trần Đình Sơn · Việt Nam                                                                                | 46.68     | Phitchaya Sunthonthuam · Thái Lan                                                              | 46.98     |
| 800 m                       | Dương Văn Thái · Việt Nam                                                           | 1:49.91    | Carter Lilly · Philippines                                                                              | 1:50.17   | Royson Vincent · Malaysia                                                                      | 1:50.68   |
| 1500 m                      | Dương Văn Thái · Việt Nam                                                           | 4:06.63    | Mariano Masano · Philippines                                                                            | 4:08.27   | Yothin Yaprajan · Thái Lan                                                                     | 4:08.90   |
| 5000 m                      | Kieran Tuntivate · Thái Lan                                                         | 14:31.15   | Nguyễn Văn Lai · Việt Nam                                                                               | 14:32.42  | Sonny Wagdos · Philippines                                                                     | 14:34.73  |
| 10000 m                     | Kieran Tuntivate · Thái Lan                                                         | 30:19.28   | Agus Prayogo · Indonesia                                                                                | 30:22.13  | Nguyễn Văn Lai · Việt Nam                                                                      | 30:29.73  |
|                             |                                                                                     |            | |           |                                                                                                |           |
| 110 m vượt rào              | Clinton Bautista · Philippines                                                      | 13.97      | Rayzam Shah Wan Sofian · Malaysia                                                                       | 13.97     | Anousone Xaysa · Lào                                                                           | 13.99     |
| 400 m vượt rào              | Eric Cray · Philippines                                                             | 50.21      | Halomoan Edwin Binsar · Indonesia                                                                       | 50.81     | Quách Công Lịch · Việt Nam                                                                     | 51.60     |
| 3000 m vượt chướng ngại vật | Đỗ Quốc Luật · Việt Nam                                                             | 9:04.50    | Nguyễn Trung Cường · Việt Nam                                                                           | 9:04.54   | Atjong Tio Purwanto · Indonesia                                                                | 9:10.02   |
|                             |                                                                                     |            | |           |                                                                                                |           |
| 4 × 100 m tiếp sức          | Thái Lan · Ruttanapon Sowan · Bandit Chuangchai · Jirapong Meenapra · Siripol Punpa | 39.27      | Malaysia · Nixson Kennedy · Muhammad Haiqal Hanafi · Khairul Hafiz Jantan · Russel Alexander Nasir Taib | 39.78     | Philippines · Anfernee Lopena · Clinton Bautista · Francis Medina · Eric Cray                  | 40.04     |
| 4 × 400 m tiếp sức          | Việt Nam · Quách Công Lịch · Lương Văn Thao · Trần Đình Sơn · Trần Nhật Hoàng       | 3:08.07    | Thái Lan · Chamsri Apisit · Kongkraphan Nattapong · Sripha Thipthanet · Sunthonthuam Phitchya           | 3:08.20   | Philippines · Edgardo Alejan Jr. · Micheal Carlo Del Prado · Frederick Ramirez · Joyme Sequita | 3:08.63   |
|                             |                                                                                     |            | |           |                                                                                                |           |
| Marathon                    | Agus Prayogo · Indonesia                                                            | 2:26:48    | Samchai Namkhey · Thái Lan                                                                              | 2:27:18   | Muhaizar Mohamad · Malaysia                                                                    | 2:33:08   |
| Đi bộ 20 km                 | Hendro Yap · Indonesia                                                              | 01:31.20   | Võ Xuân Vĩnh · Việt Nam                                                                                 | 01:31.38  | Mine Nyi Nyi Moe · Myanmar                                                                     | 01:33.25  |
|                             |                                                                                     |            | |           |                                                                                                |           |
| Nhảy cao                    | Lee Hup Wei · Malaysia                                                              | 2.21 m     | Nauraj Singh Randhawa · Malaysia                                                                        | 2.21 m    | Tawan Kaeodam · Thái Lan                                                                       | 2.15 m    |
| Nhảy sào                    | Ernest Obiena · Philippines                                                         | 5.45 m GR  | Porranot Purahong · Thái Lan                                                                            | 5.20 m    | Iskandar Alwi · Malaysia                                                                       | 5.00 m    |
| Nhảy xa                     | Sapwaturrahman · Indonesia                                                          | 8.03 m GR  | Andre Anura · Malaysia                                                                                  | 8.02 m    | Sutthisak Singkhon · Thái Lan                                                                  | 7.89 m    |
| Nhảy xa ba bước             | Muhammad Hakimi Ismail · Malaysia                                                   | 16.68      | Mark Harry Diones · Philippines                                                                         | 16.42     | Sapwaturrahman · Indonesia                                                                     | 16.21     |
| Đẩy tạ                      | William Morrison III · Philippines                                                  | 18.38 m    | Muhammad Ziyad Zolkefli · Malaysia                                                                      | 17.03 m   | Promrob Juntima · Thái Lan                                                                     | 16.40 m   |
| Ném đĩa                     | Muhammad Irfan Shamsuddin · Malaysia                                                | 57.29      | William Morrison III · Philippines                                                                      | 51.38     | Narong Benjaroon · Thái Lan                                                                    | 51.29     |
| Ném búa                     | Kittipong Boonmawan · Thái Lan                                                      | 67.56 m GR | Jackie Siew · Malaysia                                                                                  | 63.83 m   | Ye Htet Aung · Myanmar                                                                         | 58.88 m   |
| Ném lao                     | Melvin Calano · Philippines                                                         | 72.86 m    | Abdul Hafiz · Indonesia                                                                                 | 71.00 m   | Nguyễn Hoài Văn · Việt Nam                                                                     | 70.88 m   |
|                             |                                                                                     |            | |           |                                                                                                |           |
| Mười môn phối hợp           | Aries Toledo · Philippines                                                          | 7033 điểm  | Bùi Văn Sự · Việt Nam                                                                                   | 6911 điểm | Janry Ubas · Philippines                                                                       | 6769 điểm |

### Nội dung nữ
| Nội dung                    | Vàng                                                                              | Vàng        | Bạc                                                                                               | Bạc       | Đồng                                                                                        | Đồng      |
| --------------------------- | --------------------------------------------------------------------------------- | ----------- | ------------------------------------------------------------------------------------------------- | --------- | ------------------------------------------------------------------------------------------- | --------- |
| 100 m                       | Lê Tú Chinh · Việt Nam                                                            | 11.54       | Kristina Knott · Philippines                                                                      | 11.55     | Veronica Shanti Pereira · Singapore                                                         | 11.66     |
| 200 m                       | Kristina Knott · Philippines                                                      | 23.01 GR    | Lê Tú Chinh · Việt Nam                                                                            | 23.45     | Veronica Shanti Pereira · Singapore                                                         | 23.77     |
| 400 m                       | Nguyễn Thị Huyền · Việt Nam                                                       | 52.80       | Chinenye Onuorah · Thái Lan                                                                       | 53.81     | Quách Thị Lan · Việt Nam                                                                    | 53.95     |
| 800 m                       | Đinh Thị Bích · Việt Nam                                                          | 2:07.16     | Khuất Phương Anh · Việt Nam                                                                       | 2:08.24   | Agustina Mardika Manik · Indonesia                                                          | 2:09.61   |
| 1500 m                      | Nguyễn Thị Oanh · Việt Nam                                                        | 4:17.31     | Agustina Mardika Manik · Indonesia                                                                | 4:22.60   | Khuất Phương Anh · Việt Nam                                                                 | 4:23.47   |
| 5000 m                      | Nguyễn Thị Oanh · Việt Nam                                                        | 16:45.98    | Phạm Thị Huệ · Việt Nam                                                                           | 16:52.35  | Joida Gagnao · Philippines                                                                  | 17:52.16  |
| 10000 m                     | Phạm Thị Huệ · Việt Nam                                                           | 36:23.24    | Phạm Thị Hồng Lệ · Việt Nam                                                                       | 36:32.24  | Odekta Elvina Naibaho · Indonesia                                                           | 36:42.28  |
|                             |                                                                                   |             |                                                                                                   |           |                                                                                             |           |
| 100 m vượt rào              | Emilia Nova · Indonesia                                                           | 13.61       | Trần Thị Yến Hoa · Việt Nam                                                                       | 13.75     | Nur Izlyn Zaini · Singapore                                                                 | 13.92     |
| 400 m vượt rào              | Nguyễn Thị Huyền · Việt Nam                                                       | 56.90       | Quách Thị Lan · Việt Nam                                                                          | 57.39     | Robyn Lauren Brown · Philippines                                                            | 59.08     |
| 3000 m vượt chướng ngại vật | Nguyễn Thị Oanh · Việt Nam                                                        | 10:00.02 GR | Joida Gagnao · Philippines                                                                        | 10:59.91  | Pretty Sihite · Indonesia                                                                   | 11:05.93  |
|                             |                                                                                   |             |                                                                                                   |           |                                                                                             |           |
| 4 × 100 m tiếp sức          | Thái Lan · Supawan Thipat · Uma Chatta-on · Kwanrutai Pakdee · Tassaporn Wannakit | 44.38       | Philippines · Kristina Knott · Kayla Richardson · Kyla Richardson · Zion Nelson                   | 44.57     | Việt Nam · Hà Thị Thu · Lê Tú Chinh · Lê Thị Mộng Tuyền · Trần Thị Yến Hoa                  | 45.17     |
| 4 × 400 m tiếp sức          | Việt Nam · Nguyễn Thị Oanh · Quách Thị Lan · Hoàng Thị Ngọc · Nguyễn Thị Hằng     | 3:34.64     | Thái Lan · Sukanya Janchaona · Supanich Poolkerd · Arisa Weruwanarak · Chinenye Josephine Onourah | 3:39.78   | Philippines · Eloiza Luzon · Jessel Lumapas · Maureen Emily Schrijvers · Robyn Lauren Brown | 3:43.41   |
|                             |                                                                                   |             |                                                                                                   |           |                                                                                             |           |
| Marathon                    | Christine Hallasgo · Philippines                                                  | 2:56:56     | Mary Joy Tabal · Philippines                                                                      | 2:58:49   | Phạm Thị Hồng Lệ · Việt Nam                                                                 | 3:02:52   |
| Đi bộ 10 km                 | Phạm Thị Thu Trang · Việt Nam                                                     | 52:59.45    | Than Than Soe · Myanmar                                                                           | 53:29.89  | Elena Goh Ling Yin · Malaysia                                                               | 53:38.71  |
|                             |                                                                                   |             |                                                                                                   |           |                                                                                             |           |
| Nhảy cao                    | Yap Sean Yee · Malaysia                                                           | 1.81 m      | chia sẻ vàng                                                                                      |           | Phạm Thị Diễm · Việt Nam                                                                    | 1.78 m    |
| Nhảy cao                    | Wanida Boonwan · Thái Lan                                                         | 1.81 m      | chia sẻ vàng                                                                                      |           | Phạm Thị Diễm · Việt Nam                                                                    | 1.78 m    |
| Nhảy sào                    | Natalie Uy · Philippines                                                          | 4.25 m GR   | Chayanisa Chomchuendee · Thái Lan                                                                 | 4.10 m    | Chonthicha Khabut · Thái Lan                                                                | 4.00 m    |
| Nhảy xa                     | Maria Natalia Londa · Indonesia                                                   | 6.47 m      | Parinya Chuaimaroeng · Thái Lan                                                                   | 6.23 m    | Vũ Thị Mộng Mơ · Việt Nam                                                                   | 6.16 m    |
| Nhảy xa ba bước             | Parinya Chuaimaroeng · Thái Lan                                                   | 13.75 m     | Maria Natalia Londa · Indonesia                                                                   | 13.60 m   | Vũ Thị Mến · Việt Nam                                                                       | 13.55 m   |
| Đẩy tạ                      | Arrerat Intadis · Thái Lan                                                        | 15.80 m     | Eki Febri Ekawati · Indonesia                                                                     | 15.08 m   | Athima Saowaphaiboon · Thái Lan                                                             | 13.36 m   |
| Ném đĩa                     | Subenrat Insaeng · Thái Lan                                                       | 60.33 m GR  | Choo Kang Ni · Malaysia                                                                           | 47.02 m   | Queenie Ting Kung Ni · Malaysia                                                             | 45.28 m   |
| Ném búa                     | Mingkamon Koomphon · Thái Lan                                                     | 55.99 m     | Grace Wong · Malaysia                                                                             | 55.82 m   | Panwat Gimsrang · Thái Lan                                                                  | 55.64 m   |
| Ném lao                     | Natta Nachan · Thái Lan                                                           | 55.66 m     | Lò Thị Hoàng · Việt Nam                                                                           | 53.77 m   | Jariya Wichaidit · Thái Lan                                                                 | 51.80 m   |
|                             |                                                                                   |             |                                                                                                   |           |                                                                                             |           |
| Bảy môn phối hợp            | Sarah Dequinan · Philippines                                                      | 5101 điểm   | Norliyana Kamaruddin · Malaysia                                                                   | 4906 điểm | Sunisa Khotseemueang · Thái Lan                                                             | 4730 điểm |

### Hỗn hợp
| Nội dung           | Vàng                                                                         | Vàng    | Bạc | Bạc     | Đồng                                                                                         | Đồng    |
| ------------------ | ---------------------------------------------------------------------------- | ------- | --- | ------- | -------------------------------------------------------------------------------------------- | ------- |
| 4 × 100 m tiếp sức | Philippines · Eloiza Luzon · Anfernee Lopena · Kristina Knott · Eric Cray    | 41.67   | Thái Lan · Tassaporn Wannakit · Chayut Khongprasit · Kwanrutai Pakdee · Nutthapong Veeravongratanasiri | 41.99   | Malaysia · Azreen Nabila Alias · Jonathan Nyepa · Zaidatul Husniah Zulkifli · Nixson Kennedy | 42.40   |
| 4 × 400 m tiếp sức | Việt Nam · Nguyễn Thị Hằng · Trần Nhật Hoàng · Quách Thị Lan · Trần Đình Sơn | 3:19.50 | Thái Lan · Pratchaya Prapas · Chinenye Onuorah · Arisa Weruwanarak · Pipatporn Paungpi                 | 3:26.09 | Philippines · Raymond Alferos · Robyn Brown · Maureen Schrijvers · Edgardo Alejan Jr.        | 3:26.95 |